# Sphingicampa thiacourti
Sphingicampa thiacourti är en fjärilsart som beskrevs av Lemaire 1975. Sphingicampa thiacourti ingår i släktet Sphingicampa och familjen påfågelsspinnare. Inga underarter finns listade i Catalogue of Life.